# Maren Skjøld
Maren Skjøld est une skieuse alpine norvégienne, née le 29 septembre 1993. Elle est spécialiste des épreuves techniques (slalom et slalom géant).

## Biographie
Elle apparaît dans des compétitions officielles de la FIS en 2008 puis en Coupe d'Europe en 2010 qu'elle remportera en 2016.
En janvier 2016, elle fait ses débuts en Coupe du monde à Flachau avant de rentrer trois fois dans les points en fin de saison dont avec une 17e place en combiné à Soldeu.
Au début de l'hiver 2016-2017, elle parvient à terminer cinquième du slalom de Levi.
Aux Jeux olympiques d'hiver de 2018, elle obtient une médaille de bronze lors de l'épreuve par équipes et termine 22e du slalom.

## Palmarès

### Jeux olympiques
| Édition / Épreuve   | Slalom géant | Slalom | Par équipes |
| ------------------- | ------------ | ------ | ----------- |
| JO 2018 Pyeongchang | Abandon      | 22e    | Bronze      |

### Championnats du monde
| Épreuve / Édition          | Slalom | Par équipes |
| -------------------------- | ------ | ----------- |
| Mondiaux 2017 Saint-Moritz | 13e    | 5e          |
| Mondiaux 2019 Åre          | 16e    |             |

### Coupe du monde
- Meilleur classement général : 44e en 2017.
- Meilleur résultat : 4e.

| Année/Classement | Général | Général | Descente | Descente | Slalom | Slalom | Slalom géant | Slalom géant | Super G | Super G | Combiné | Combiné |
| Année/Classement | Class.  | Points  | Class.   | Points   | Class. | Points | Class.       | Points       | Class.  | Points  | Class.  | Points  |
| ---------------- | ------- | ------- | -------- | -------- | ------ | ------ | ------------ | ------------ | ------- | ------- | ------- | ------- |
| 2016             | 92e     | 34      | -        | -        | 41e    | 20     | -            | -            | -       | -       | 32e     | 14      |
| 2017             | 44e     | 177     | -        | -        | 12e    | 177    | -            | -            | -       | -       | -       | -       |
| 2018             | 53e     | 154     | -        | -        | 20e    | 145    | -            | -            | -       | -       | 34e     | 9       |
| 2019             | 72e     | 62      | -        | -        | 28e    | 62     | -            | -            | -       | -       | -       | -       |

### Coupe d'Europe
Elle remporte le classement général lors de la saison 2015-2016 ainsi que le classement spécifique du slalom et du combiné. Elle a gagné quatre courses.

### Championnats de Norvège
Elle est championne du combiné en 2015 et du slalom en 2019.